# Čimerno
Čimerno je naselje u slovenskoj Općini Radeču. Čimerno se nalazi u pokrajini Štajerskoj i statističkoj regiji Savinjskoj. 

## Stanovništvo
Prema popisu stanovništva iz 2002. godine naselje je imalo 36 stanovnika.